# Gymnogryllus castaneus
Gymnogryllus castaneus är en insektsart som beskrevs av Bolívar, I. 1910. Gymnogryllus castaneus ingår i släktet Gymnogryllus och familjen syrsor. Inga underarter finns listade i Catalogue of Life.